# Fisherwick
Fisherwick – wieś w dystrykcie Lichfield, w hrabstwie Staffordshire, w Anglii. Fisherwick to także civil parish, jednak miejscowość zlokalizowana jest poza jej granicami. W 2011 roku civil parish liczyła 203 mieszkańców.